# Клименко Павло Юрійович
Павло Юрійович Клименко (рос. Павел Юрьевич Клименко; нар. 29 червня 1977, Озек-Суат, Ставропольський край, РРФСР, СРСР — пом. 6 листопада 2024, Донецьк, Україна) — російський воєначальник, генерал-майор збройних сил Російської Федерації (2 травня 2024), учасник вторгнення Росії в Україну. Командир 5-ї мотострілецької бригади. Герой Російської Федерації та самопроголошеної Донецької народної республіки.

## Біографія
Син водія автомобіля та шкільної вчительки. В 1994/98 роках пройшов навчання у сьогодні закритому Санкт-Петербурзькому вищому загальновійськовому командному училищі, після чого був зарахований в 810-й окремий полк морської піхоти. Брав участь у Першій чеченській війні. Командував взводом, з 2000 року — ротою морської піхоти 1-го батальйону морської піхоти, потім — окремого десантно-штурмового батальйону. В 2009 році з відзнакою закінчив Загальновійськову академію ЗС РФ.
Під час російського вторгнення в Україну командував 5-ю мотострілецькою бригадою. Звинувачувався в організації катівні на тимчасово окупованій території України, де катували російських військовослужбовців, змушуючи їх погодитися на участь у штурмових групах або заплатити гроші. Також звинувачується у смерті американця Рассела Бентлі, який воював з російськими військами проти України. 6 листопада 2024 року був уражений FPV-дроном біля Красногорівки під час пересування на мотоциклах. Того самого дня о 21:30 помер у Петропавлівській лікарні № 14 Донецька від отриманих тяжких поранень. 11 листопада був похований у Севастополі.

## Сім'я
Дружина — Клименко (Протасова) Наталія Володимирівна (12 жовтня 1978), син — Микита (27 липня 2000), донька — Наталія (23 травня 2010). Мешкали в Севастополі.

## Нагороди
- Орден Мужності — нагороджений тричі (вперше в 1999).
- Орден Олександра Невського
- Орден «За військові заслуги»
- Медаль ордена «За заслуги перед Вітчизною» 2-го ступеня з мечами
- Медаль «За відвагу»
- Медаль «За військову доблесть» 1-го ступеня
- Медаль «За відзнаку у військовій службі» 3-го, 2-го і 1-го ступеня (20 років)
- Звання «Герой Донецької Народної Республіки»
- Звання «Герой Російської Федерації» (8 листопада 2024, посмертно)[9]